# Ludwig Bruns

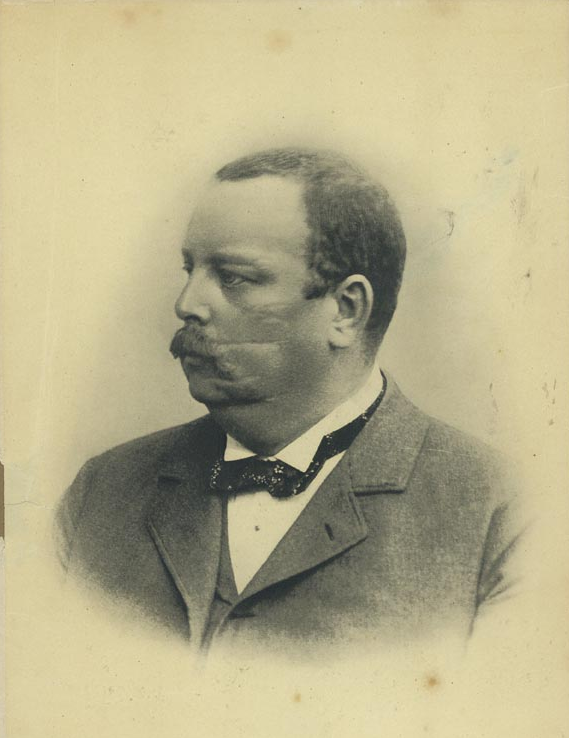
Porträt Ludwig Bruns

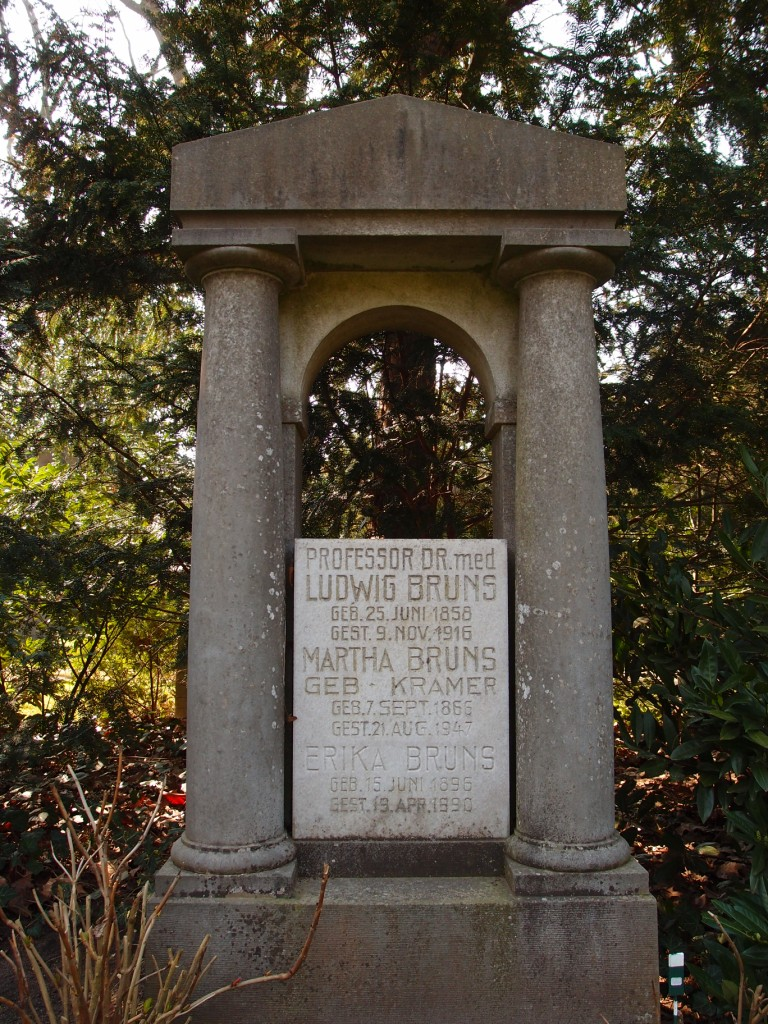
Grab von Ludwig Bruns auf dem Engesohder Friedhof in Hannover

Ludwig Bruns (* 25. Juni 1858 in Hannover; † 9. November 1916 ebenda) war ein deutscher Neurologe.

## Leben
Geboren als Sohn eines Versicherungsdirektors wurde Ludwig Bruns im Alter von zwölf Jahren Waise. Nur durch Unterstützung seiner Verwandten war es ihm möglich, das Gymnasium weiter zu besuchen. Nach dem Abitur begann er an der Universität Göttingen das Studium der Medizin. 1878 wurde er dort Mitglied des Corps Hannovera. Nach dem Staatsexamen in Göttingen ging er nach München, wo er 1882 zum Dr. med. promoviert wurde. Nach zwei Jahren Tätigkeit in der Ophthalmologie wandte sich Bruns der Neurologie zu und wurde zunächst Assistent an der Provinzialirrenanstalt in Nietleben und der neugegründeten psychiatrischen und Nervenklinik in Halle unter Eduard Hitzig. Nach weiteren Stationen an der Berliner Charité bei Karl Westphal und Hermann Oppenheim, in Paris am Hôpital de la Salpêtrière bei Jean-Martin Charcot und in England ließ er sich in seiner Heimatstadt Hannover als Nervenarzt nieder. 1903 erfolgte seine Ernennung zum Professor. Er war Vorsitzender der Ärztekammer der Provinz Hannover. 1907 war Bruns Mitgründer der Gesellschaft Deutscher Nervenärzte und wurde deren erster Direktor.
Ludwig Bruns’ wissenschaftliches Interesse galt allen Aspekten der Neurologie. Besondere Bekanntheit erlangte er durch seine Arbeiten auf dem Gebiet der Kinderneurologie und -neuropsychologie. Ab 1887 war er Mitarbeiter des Neurologischen Centralblatts und ab 1890 von Schmidt’s Jahrbüchern. Ferner wirkte er an Albert Eulenburgs Real-Encyclopädie der gesammten Heilkunde, der Twentieth Century Praxis of Medicine (New York), der Deutschen Medizinischen Wochenschrift und der Deutschen Zeitschrift für Nervenheilkunde mit.

## Auszeichnungen
Die folgenden medizinischen Eponyme gehen auf Ludwig Bruns zurück:
- Bruns-Ataxie[2]
- Bruns-Nystagmus
- Bruns-Syndrom[3], auch Nothnagel-Syndrom genannt
- Bastian-Bruns-Gesetz[4]

Für die Organisation eines neurologischen Beratungsdienstes für die deutsche Armee wurde Bruns 1916 mit dem Eisernen Kreuz 2. Klasse ausgezeichnet. Ihm zu Ehren wurde in Hannover die Ludwig-Bruns-Straße benannt.

## Schriften
- Vergleichend-anatomische Studien über das Blutgefäß-System der Netzhaut. Hirschfeld, Leipzig 1882 (Dissertation, Universität München, 1882).
- Neuere Arbeiten über die traumatischen Neurosen. 1894.
- Klinische Erfahrungen über die Functionen des Kleinhirns. 1896.
- Über einige besonders schwierige und praktisch wichtige differential-diagnostische Fragen in bezug auf die Localisationen der Hirntumoren. 1897.
- Die Geschwülste des Nervensystems: Hirngeschwülste, Rückenmarksgeschwülste, Geschwülste der peripheren Nerven. Eine klinische Studie. Karger, Wien 1897; 2., gänzlich umgearbeitete Auflage 1908.
- Die Hysterie im Kindesalter (= Sammlung zwangloser Abhandlungen aus dem Gebiete der Nerven- und Geisteskrankheiten. Bd. 1, H. 5/6). Marhold, Halle 1897; 2., vielfach veränderte Auflage 1906.
- Über Seelenlähmung. 1897.
- Die traumatischen Neurosen: Unfallsneurosen (= Hermann Nothnagel (Hrsg.): Specielle Pathologie und Therapie. Bd. 12, Theil 1, Abt. 4). Hölder, Wien 1901.
- mit Henri Claude: Epilepsia. 1910.
- mit August Cramer und Theodor Ziehen: Handbuch der Nervenkrankheiten im Kindesalter. Karger, Berlin 1912.
- Kriegsneurologische Beobachtungen und Betrachtungen. 1915.